# Neolasioptera lathami
Neolasioptera lathami är en tvåvingeart som beskrevs av Gagne 1971. Neolasioptera lathami ingår i släktet Neolasioptera och familjen gallmyggor. Inga underarter finns listade i Catalogue of Life.